# Phyllonorycter aceripestis
Phyllonorycter aceripestis is een vlinder uit de familie van de mineermotten (Gracillariidae). De wetenschappelijke naam van de soort werd voor het eerst geldig gepubliceerd in 1978 door Kuznetzov.

## Kenmerken
De larven voeden zich met Acer regeli en Acer turkestanicum. Ze ontginnen de bladeren van hun waardplant.

## Voorkomen
Het is bekend uit Tadzjikistan en Turkmenistan.